# Emebet Anteneh Mengistu
Emebet Anteneh Mengistu (13 gennaio 1992) è un'ex mezzofondista etiope.

## Palmarès
| Anno | Manifestazione     | Sede         | Evento    | Risultato | Prestazione | Note                          |
| ---- | ------------------ | ------------ | --------- | --------- | ----------- | ----------------------------- |
| 2009 | Mondiali U18       | Bressanone   | 3000 m    | 4ª        | 9'18"59     | Miglior prestazione personale |
| 2009 | Mondiali di cross  | Amman        | Corsa U20 | 7ª        | 20'42"      |                               |
| 2009 | Mondiali di cross  | Amman        | A squadre | Oro       | 18 p.       |                               |
| 2010 | Mondiali U20       | Moncton      | 3000 m    | Argento   | 8'55"24     | Miglior prestazione personale |
| 2010 | Mondiali di cross  | Bydgoszcz    | Corsa U20 | 6ª        | 19'06"      |                               |
| 2010 | Mondiali di cross  | Bydgoszcz    | A squadre | Argento   | 30 p.       |                               |
| 2011 | Africani U20       | Gaborone     | 5000 m    | 4ª        | 15'34"92    |                               |
| 2011 | Giochi Panafricani | Maputo       | 5000 m    | Argento   | 15'40"13    |                               |
| 2011 | Mondiali di cross  | Punta Umbría | Corsa U20 | 8ª        | 19'29"      |                               |
| 2011 | Mondiali di cross  | Punta Umbría | A squadre | Oro       | 17 p.       |                               |

## Campionati nazionali
2010
- Argento ai campionati etiopi, 5000 m piani - 16'16"5

## Altre competizioni internazionali
2010
- 6ª allo Shanghai Golden Grand Prix ( Shanghai), 5000 m piani - 14'44"90
- 7ª al London Grand Prix ( Londra), 5000 m piani - 14'52"54
- Argento al Bauhaus-Galan ( Stoccolma), 5000 m piani - 14'55"65

2011
- 5ª ai Bislett Games ( Oslo), 5000 m piani - 14'43"29
- 8ª al Meeting de Paris ( Parigi), 5000 m piani - 14'57"66

2012
- 5ª al London Grand Prix ( Londra), 5000 m piani - 15'02"51
- 7ª all'Adidas Grand Prix ( New York), 5000 m piani - 15'43"66
- 7ª all'Herculis ( Monaco), 3000 m piani - 8'43"20
- 7ª all'Athletissima ( Losanna), 3000 m piani - 8'51"56
- 8ª al British Grand Prix ( Birmingham), 3000 m piani - 8'52"89

2014
- 4ª alla Zevenheuvelenloop ( Nimega), 15 km - 49'20"